# Tvrtko I av Bosnien
Stephen Tvrtko I (bosniska: Stjepan/Stefan Tvrtko; ca 1338 – 10 mars 1391) var den första kungen av Bosnien. Som medlem av huset Kotromanić efterträdde han sin farbror Stefan II som förbud i Bosnien 1353. Eftersom han var minderårig vid den tiden regerade Tvrtkos far, Vladislav, kort som regent, följt av Tvrtkos mor, Jelena. Tidigt i sitt personliga styre grälade Tvrtko med sitt lands romersk-katolska prästerskap men åtnjöt senare hjärtliga förbindelser med alla religiösa samfund i hans rike. Efter inledande svårigheter – förlusten av stora delar av Bosnien till sin överherre, kung Ludvig I av Ungern, och kortvarigt avsatt av sina magnater – växte Tvrtkos makt avsevärt. Han erövrade några rester av det angränsande serbiska riket 1373, efter döden av dess siste härskare och hans avlägsna släkting, Uroš den svage. 1377 lät han kröna sig till kung av Bosnien och Serbien. Han gjorde anspråk på delar av nuvarande Serbien, Kroatien och Montenegro. 
När kungariket Bosnien fortsatte att expandera flyttades Tvrtkos uppmärksamhet till Adriatiska kusten. Han fick kontroll över hela Primorje-regionen och de stora sjöfartsstäderna i området, etablerade nya bosättningar och började bygga en flotta, men lyckades aldrig underkuva herrarna i de oberoende serbiska territorierna. Kung Ludvigs död och drottning Marys tillträde 1382 gjorde att Tvrtko kunde dra fördel av den efterföljande successionskrisen i Ungern och Kroatien. Efter bittra strider, från 1385 till 1390, lyckades Tvrtko erövra stora delar av Dalmatien och egentliga Kroatien. Efter slaget vid Kosovo 1389 blev hans ringa anspråk på Serbien en ren fiktion, eftersom de serbiska härskarna han försökte kuva blev vasaller av det segerrika osmanska riket. De ottomanska turkarna inledde också sina första attacker mot Bosnien under Tvrtkos regeringstid, men hans armé kunde slå tillbaka dem. Tvrtkos plötsliga död 1391 hindrade honom från att befästa Kotromanićs grepp om kroatiska länder.
Tvrtko anses allmänt vara en av Bosniens största medeltida härskare, efter att ha utvidgat landets gränser i sin största utsträckning, lämnat en stark ekonomi och förbättrat levnadsstandarden för sina undersåtar. Han överlevdes av minst en son, Tvrtko II, men efterträddes av Dabiša, under vilken Tvrtkos spirande rike började förfalla.